# Municipio San José de Guaribe
El Municipio San José de Guaribe es uno de los 15 municipios que forman parte del Estado Guárico, Venezuela. Se encuentra ubicado en la zona oriental del Estado y tiene una extensión de 1128 km², lo cual representa aproximadamente el 2% del territorio del estado. Este municipio limita al este con el Estado Anzoátegui, al oeste con el municipio José Tadeo Monagas al norte el Estado Miranda y al sur con el municipio José Félix Ribas.
Según proyecciones realizadas a partir de los datos del censo de 2001, para el año 2006 este municipio cuenta con una población de 10 713 habitantes, de los cuales 51 % son hombres y 49 % son mujeres.
La distribución de la población por grupos de edad para el año 2006 presenta una estructura en forma de pirámide, típica de los países en vías de desarrollo. Esto implica una alta concentración de habitantes en los grupos etarios más jóvenes, con un descenso progresivo a medida que aumenta la edad. En consecuencia, puede afirmarse que la población de este municipio es predominantemente joven: el 65 % tiene menos de 30 años y el 50 % corresponde al grupo infantojuvenil (de 0 a 19 años).
La agricultura es la principal actividad económica del municipio.
Desde 1970 perteneció al antiguo Distrito Monagas hasta 1989, año en que se dividió en Municipio José Tadeo Monagas y el Municipio Autónomo San José de Guaribe.

## Origen de su nombre
El Municipio lleva el nombre de su parroquia capital: San José de Guaribe.
“San José de Guaribe es un topónimo que evidencia el contacto de culturas: la cultura indígena y la cultura Hispana. Guaribe o Guarive es voz de origen Caribe, de significado impreciso” (1).

## Historia
A lo largo de los márgenes del río Guaribe, desde su nacimiento hasta su desembocadura, existieron dos importantes etnias: en la parte alta del Guaribe se asentaban los Guaiqueríes, y en la zona media y baja, los indígenas Cuaribes, también denominados Guarives o Guaribes, de origen caribe. El capitán Rafael Sevilla, del ejército realista, testimonió su presencia en sus Memorias, las cuales reposan en el Archivo de Indias, en Sevilla, España. Asimismo, el antropólogo J. M. Cruxent, en 1948, llevó a cabo excavaciones en San José de Guaribe, donde halló restos de alfarería prehispánica en un yacimiento de aproximadamente 150 metros de diámetro. Dichos vestigios pertenecieron a una cultura existente al menos tres siglos antes de la colonización española en territorio venezolano. Se han identificado restos similares en lugares como Guaribito, cerro de La Peña, Santa Rosa, el Ambulatorio, la Escuela Básica Monseñor Crespo, la calle Orituco, los barrios Caracas, la calle 3 de Mayo y el antiguo Aserradero.
La primera acusación de tierras fue realizada por el ciudadano canario Esteban José Marrero, según documento fechado el 19 de octubre de 1831. Este introdujo una solicitud en San Rafael de Orituco, capital del Cantón del Orituco, la cual fue aprobada por el gobierno republicano. En dicha solicitud se le adjudicaron las tierras realengas conocidas como “Posesión Guaribe”, que desde entonces comenzaron a denominarse “Tierras Marrereñas”.
Tras el final de la Guerra Federal, se inició el poblamiento definitivo del lugar. Para 1873, según el censo de población y vivienda, Guaribe aparece como un caserío del distrito Monagas, con 50 viviendas habitadas por 299 personas. En esa época era conocido con los nombres de Paso Real de Guaribe, Guaribote y Guaribe el Paso.
Se reconoce a don Leonardo Aragort y su familia como los primeros pobladores permanentes, provenientes de los Valles del Orituco. Según el censo de ese año, residían en el territorio las familias Aragort, Bandrés, Rojas, Correa, Marrero, Medina, Palacios, Pérez, Pantoja, Espinoza, González, Guayurpa, Álvarez, Sifontes, Cardier, Ron, Characo, Rivero, Malavé, Barrios, Arcila, Graffe, Armas, Seijas, Bustamante, Rangel, Itriago, Blanco, Puerta, Maldonado, Arveláez, Herrera, entre otras. La mayoría procedía de los Valles del Orituco, los Valles del Guanape, Zaraza, Clarines, Aragua de Barcelona, Barbacoas y otros puntos del país.
En 1895, monseñor Felipe Nery Sendrea, segundo obispo de la diócesis de Calabozo, en su primera visita pastoral, ratificó el nombre de San José de Guaribe y designó a San José como su patrono protector.
El 22 de diciembre de 1903, la Asamblea Legislativa del Estado Guárico elevó al caserío San José de Guaribe a la categoría de municipio, bajo el mismo nombre, marcando así el inicio de su vida parroquial (según Gaceta Oficial del Estado Guárico N.º 8).
El 20 de febrero de 1904 se instalaron los poderes públicos locales. El señor Miguel Graffe Hernández fue nombrado presidente de la Junta Comunal, y el señor León Ricardo Blanco, primer jefe civil.

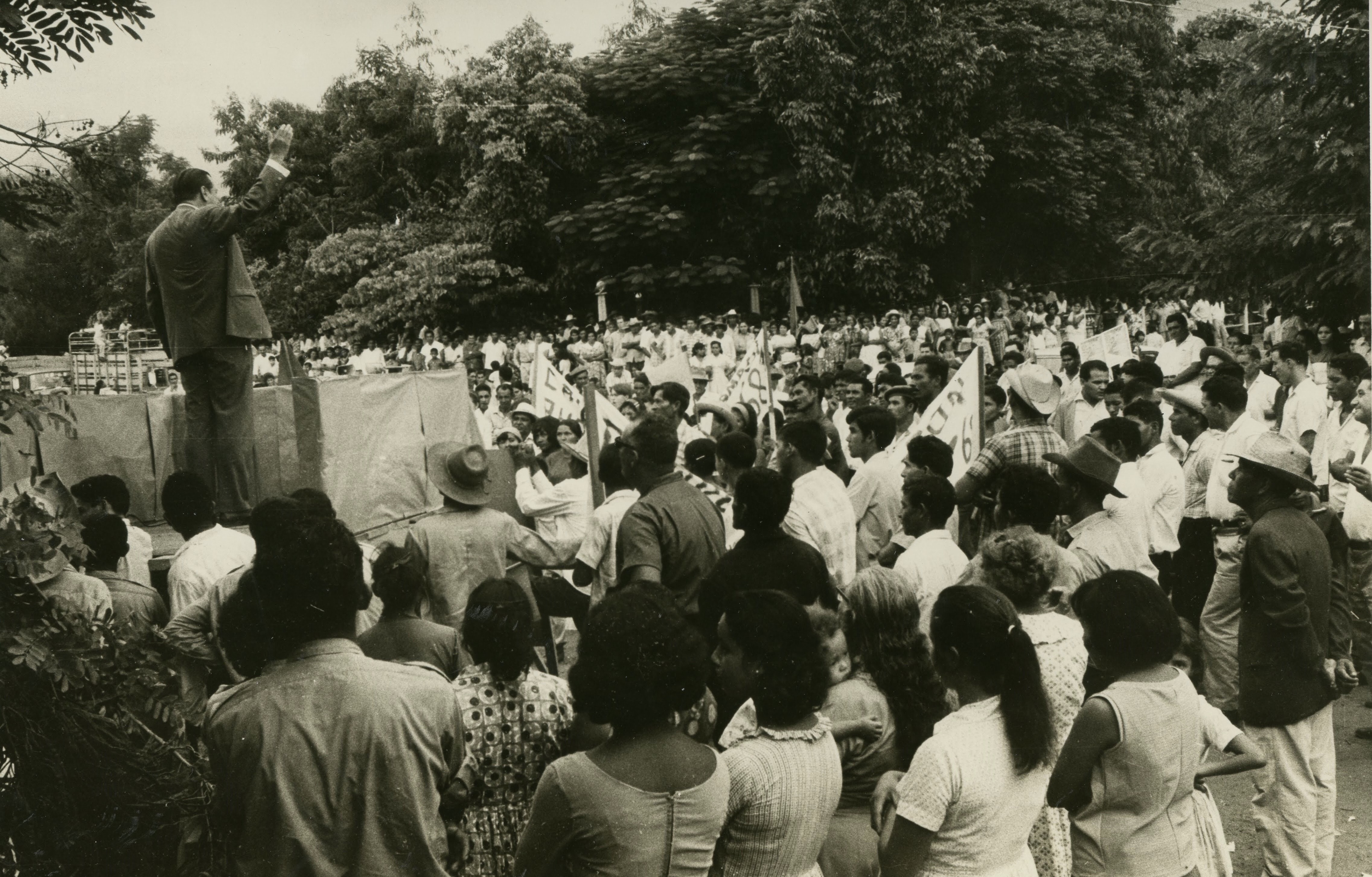
El expresidente Rafael Caldera durante un mitin en San José de Guaribe.

En 1920, los condueños de la “Posesión Guaribe” o “Tierras Marrereñas” donaron al pueblo, ad perpetuam, una extensión de 121 hectáreas, abarcando el perímetro urbano desde la esquina noroeste de la plaza Bolívar, en un radio de 550 metros hacia cada punto cardinal. Dicha donación quedó protocolizada en la Oficina de Registro Subalterno del distrito Monagas del Estado Guárico, bajo el N.º 62, Folios 14 al 19, en el Protocolo Primero Adicional, correspondiente al segundo trimestre de 1920.
En otro documento N.º 3, de fecha 9 de enero de 1954, autenticado en el Tribunal de San José de Guaribe, El Sr. Julián Aragort Bandrés hace una donación de 30 hectáreas de terreno, la cual recibe el Sr. Rafael Elías Armas como Presidente de la Junta Comunal. Ambos suscriben dicho documento.
Por nueva Ley de División Político Territorial del Estado Guárico, aprobada por la Asamblea Legislativa a los 9 días del mes de diciembre de 1988 y publicada en Gaceta Oficial de fecha 4 de enero de 1989, San José de Guaribe surge como uno de los 14 Municipios Autónomos del Estado Guárico.
Hay una etapa de transición donde la Junta Comunal desaparece para dejar paso a la Junta Organizadora del nuevo Municipio.

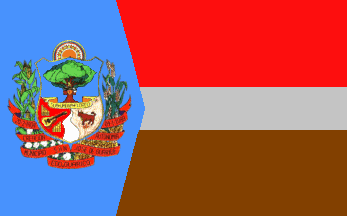
Bandera municipal utilizada desde el 2002 hasta el 2024

Realizadas las primeras Elecciones Municipales directas, el 3 de diciembre de 1989, es electo el primer alcalde y los primeros Concejales del Municipio. El 2 de enero de 1990, toman posesión de sus cargos el Sr. Oscar Rojas Espinoza como alcalde y conformando el cuerpo legislativo los ciudadanos José Martínez Rangel, Dante Aragort Rojas (vicepresidente), Nery Sierra Peñalver, Yamile de Carpavire y Otilia de Ramos. Como secretaria municipal: Ida Zoraida Rondón.

## Política y gobierno

### Alcaldes
| Período     | Alcalde              | Partido Político | % de votos | Notas |
| ----------- | -------------------- | ---------------- | ---------- | --- |
| 1989 - 1992 | Oscar Rojas Espinoza | AD               | 51,74      | Primer alcalde bajo elecciones directas |
| 1992 - 1995 | Oscar Rojas Espinoza | AD               | 52,31      | Reelecto |
| 1995 - 2000 | Ángel Arvelaez       | FIP              | -          | Segundo alcalde bajo elecciones directas (se realizaron elecciones generales adelantadas en el 2000 debido a la aprobación de la Constitución de 1999) |
| 2000 - 2004 | Ángel Arvelaez       | FIP              | 57,07      | Reelecto |
| 2004 - 2006 | Manuel Parao Muñoz   | MVR              | 42,67      | Tercer alcalde bajo elecciones directas. (Revocado del cargo mediante referéndum)                                                                      |
| 2006 - 2008 | Roberto Brito        | MVR              | -          | Encargado |
| 2008 - 2013 | Roberto Brito        | PSUV             | 42,70      | Cuarto alcalde bajo elecciones directas. (Se postergan 1 año las elecciones municipales del año 2012)                                                  |
| 2013 - 2017 | Jesús Azocar         | PSUV             | 46,74      | Quinto alcalde bajo elecciones directas |
| 2017 - 2021 | Jesús Azocar         | PSUV             | 55,14      | Reelecto |
| 2021 - 2025 | Julio Yanez          | PSUV             | 50,19      | Sexto alcalde bajo elecciones directas |

### Concejo municipal
Período 1989 - 1992
| Concejales:            | Partido político / Alianza |
| ---------------------- | -------------------------- |
| Yamilet de Carpavire   | AD                         |
| Otilia Ramos           | AD                         |
| Dante Aragort          | AD                         |
| Nerys Sierra Peñalver  | COPEI                      |
| José E. Martínez Rojas | COPEI                      |

Período 1992 - 1995
| Concejales:           | Partido político / Alianza |
| --------------------- | -------------------------- |
| Yovin Chivico         | AD                         |
| Yamitet Carpavire     | AD                         |
| Angel Alvelaez        | AD                         |
| Nerys Sierra Peñalver | COPEI                      |
| Manuel Pirao Muñoz    | MAS                        |

Período 1995 - 2000
| Concejales:          | Partido político / Alianza |
| -------------------- | -------------------------- |
| Yovin Chivico        | FIP                        |
| Fredman Graterol     | FIP                        |
| Julian Armas Aragort | FIP                        |
| Rodolfo Zambrano     | AD                         |
| Omar Guacaran        | AD                         |

Período 2000 - 2005
| Concejales:          | Partido político / Alianza |
| -------------------- | -------------------------- |
| Miguel Requena       | FIP                        |
| Pedro Guayulpa       | FIP                        |
| José Antonio Marrero | FIP                        |
| Maira Arenas         | AD                         |
| Maria Teresa Laya    | MIPORMUN                   |
| Camilo Ospino        | PPT                        |
| Oscar Figueroa       | MVR                        |

Período 2005 - 2013
| Concejales:              | Partido político / Alianza |
| ------------------------ | -------------------------- |
| Rufa Itriago de Figueroa | MVR                        |
| Roberto Brito            | MVR                        |
| Lina Morffe              | PPT                        |
| Victor Rondón            | IP                         |
| Maria Avilé              | AD                         |

Período 2013 - 2018
| Concejales        | Partido político / Alianza |
| ----------------- | -------------------------- |
| Armando Mariño    | PSUV                       |
| Yelitza Hernández | PSUV                       |
| Manuel Marín      | PSUV                       |
| Manuel Ávila      | PSUV                       |
| Luis Rivero       | MUD                        |

Periodo 2018 - 2021
| Concejales        | Partido político / Alianza |
| ----------------- | -------------------------- |
| Melissa Ramos     | PSUV                       |
| Manuel Marin      | PSUV                       |
| Oglys Veroes      | PSUV                       |
| Kerwins Rodríguez | PSUV                       |
| Carmen Marín      | PSUV                       |

Periodo 2021 - 2025
| Concejales:     | Partido político / Alianza |
| --------------- | -------------------------- |
| Jhonnis Ytriogo | PSUV                       |
| Eurimar Ávila   | PSUV                       |
| Carlos Yanez    | PSUV                       |
| Manuel Avila    | PSUV                       |
| Yenny Montañez  | MUD                        |

## Parroquias
1. Parroquia San José de Guaribe

## Caseríos que conforman el Municipio San José de Guaribe
San José De Guaribe (Capital) con 6.809 Habitantes, El Cinco con 477 habitantes, Uveral con 379 habitantes , Las Aguaditas con 330 habitantes, Congorocho con 275 habitantes, Las Lajas con 245 habitantes, El Cedro con 219 habitantes, Cunaguaro con 148 habitantes, La Ceiba con 142 habitantes, Los Médanos con 106 habitantes, El Totumo con 99 habitantes, Río Negro con 96 habitantes.
Revisando la distribución de la población dentro de territorio del municipio, se percibe como la ciudad de San José de Guaribe es la que concentra la mayor parte de la población del municipio. La mayoría de los Centros poblados constituyen pequeños pueblos, caseríos y fincas. La población promedio por Centro Poblado, sin considerar la ciudad capital es de 79 habitantes.
De esta forma, se observa como característico de este municipio, la existencia de pequeños centros poblados, diseminados dentro del territorio que lo conforma. La Densidad Poblacional estimada para el año 2006 es de 10 personas por km².
Para el año 2001, utilizando el método de las Necesidades Básicas Insatisfechas (pobreza estructural), se estimaba que en el municipio San José de Guaribe el 36% de los hogares se encontraban en situación de pobreza. Cifra que similar a la estimada para el estado Guárico para ese mismo año y superior a las estimaciones de pobreza hechas para el total Nacional.